# Gele-koortsvirus
Het gelekoortsvirus is een arbovirus dat de veroorzaker is van gele koorts, een besmettelijke tropische infectieziekte die door muggen uit de geslachten Aedes (vooral A. aegypti) en Haemagogus wordt verspreid.